# Language
Language („język”) – czasopismo naukowe poświęcone zagadnieniom językoznawczym, oficjalna publikacja Linguistic Society of America. Jest wydawane przez Johns Hopkins University Press. Na łamach czasopisma publikuje się artykuły z zakresu teorii lingwistycznej oraz różnych działów językoznawstwa i dyscyplin pokrewnych. Zamieszcza także recenzje i komentarze.